# Ritešić
Ritešić (szerbül: Ритешић), település Bosznia-Hercegovinában, a Szerb Köztársaság északi régiójában Doboj községben. 

## Fekvése
A település Bosznia-Hercegovina északi részén, Dobojtól légvonalban 15, közúton 21 km-re északra, a Boszna-folyó bal partján, 126-251 méteres magasságban található. Dombos környezetben, a Doboj-Derventa közti úton található. Ugyanolyan távol van Dobojtól, Modričától és Derventától. A Veličanka folyó csakúgy, mint a Lovnica folyó, amely a Bosznába ömlik átfolyik Ritešićen. Nagyobb települései: Brestovci, Dujakovići, Gajići, Džabići, Đekići, Reljići és Miljići. A település két főút, a Doboj – Modriča és a Doboj – Brod között található.

## Népessége
| Nemzetiségi csoport | Népesség 1991 | Népesség 2013 |
| ------------------- | ------------- | ------------- |
| Szerb               | 422           | 326           |
| Bosnyák             | 0             | 0             |
| Horvát              | 148           | 11            |
| Jugoszláv           | 12            | 0             |
| Egyéb               | 2             | 5             |
| Összesen            | 584           | 342           |

## Története
A hagyomány szerint Ritešić nevét a „ritovi” (rít = rét, nádas) szóból kapta. A nevet az magyarázza, hogy a falu Boszna folyó völgyében található, amely a múltban gyakran kiáradt és megváltoztatta a medrét, maga mögött hagyva azokat a területeket, amelyekről a település a nevét kapta.

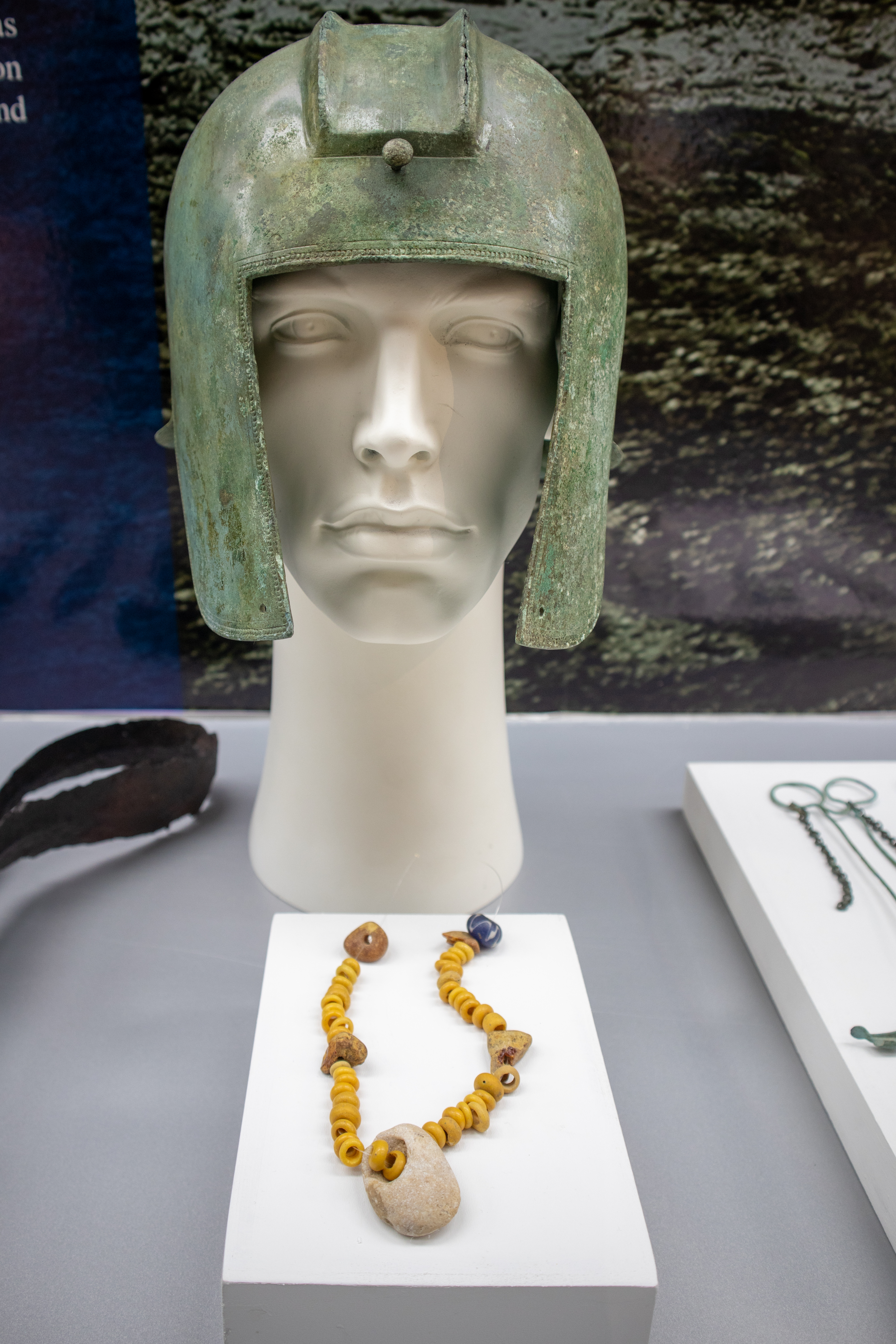
A ritešići vaskori sisak a doboji múzeumban

A vaskorból származó régészeti leleteket a doboji múzeum őrzi, a leletek közül kiemelkedik egy sisak. A település középkori múltjáról tanúskodnak a határában található várromok és a középkori temető maradványai. A település területén található egy kisebb obeliszk, tulajdonképpen egy kereszttel díszített sírkő. Az emlékművet Tarakov spomeniknek, azaz „Tarak emlékművének” nevezik, és úgy tartják, hogy a Stojčinović család első telepesének sírját jelöli. A település lakói részt vettek a törökellenes Pop-Jovica felkelésben, mely 1834. március 10-én tört ki a keresztény szerbek gazdasági, nemzeti és vallási jogfosztottsága miatt. Bár a lázadók többnyire keresztény szerbek voltak, néhány katolikus horvát is csatlakozott hozzájuk. Az utolsó csatában, amely március 13-án zajlott Podnovlja falu közelében, nem messze a Vučijak-hegytől, a felkelők vereséget szenvedtek és a Vučijak-hegységbe menekültek.
A település 1878-ig tartozott az Oszmán Birodalomhoz, ekkor a berlini kongresszus határozata alapján az Osztrák-Magyar Monarchia része lett. 1879-ben az első osztrák-magyar népszámlálás során a Derventi járáshoz tartozó településnek 63 háztartása, 303 ortodox és 119 római katolikus lakosa volt. 1910-ben a Derventi járáshoz tartozó településen 103 háztartást, 415 ortodox, 167 római katolikus, 8 görög katolikus és 1 muszlim lakost találtak. A monarchia szétesésével 1918-ban előbb a Szerb-Horvát-Szlovén Királyság, majd 1929-től a Jugoszláv Királyság része lett. 1921-ben a Derventi járáshoz tartozó községnek 550 lakosa volt, közülük 393 ortodox, 152 római katolikus, 4 görög katolikus és 1 muszlim volt. Az 1929-es törvény értelmében, amikor Bosznia-Hercegovinát négy banovinára, Drinskára, Vrbaskára, Zetskára és Primorskára osztották, a település a Vrbaska banovina része lett, amelynek székhelye Banja Luka volt. 
A második világháborúban Jugoszlávia megszállása után a Független Horvát Állam (NDH) része lett. A második világháború után 1992-ig a település a szocialista Jugoszlávia keretében a Bosznia-Hercegovinai Népköztársaság része volt.  A boszniai háborút lezáró daytoni békeszerződés rendelkezése alapján az ország területét felosztották a Bosznia-hercegovinai Föderáció és a boszniai Szerb Köztársaság között. A békeszerződés utáni területmegosztási megállapodás értelmében a település a Boszniai Szerb Köztársasághoz és Doboj községhez került.

## Gazdaság
Ritešić földje rendkívül termékeny, így számos mezőgazdasági növény terem meg itt és a környékén. A gabonafélék közül a búzát és kukoricát, a gyümölcsök közül főleg almát, szilvát, körtét, ribizlit és citromfát, a zöldségek közül pedig tököt, borsót, zöldbabot és babot termesztenek. Fejlődik a méhészet és az állattenyésztés is, sertéseket, teheneket és baromfit is tenyésztenek.

## Oktatás
Ritešićben működött „Vlado Šuput Majevac” általános iskola, amelyet 1981-ben bezártak.

## Nevezetességei

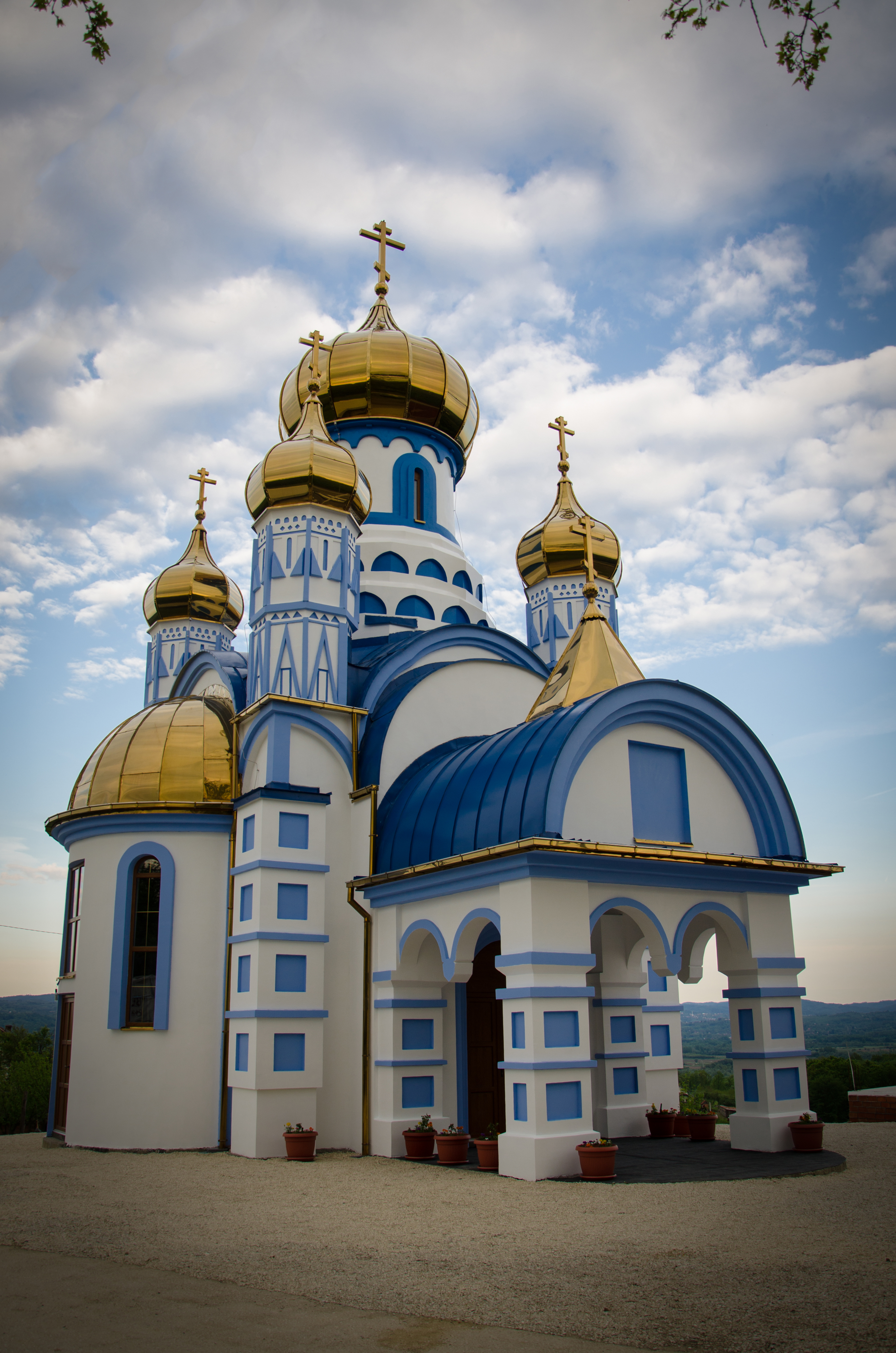
A ritešići kolostor

- A Ritešići pravoszláv kolostort önkéntes adományokból építették, Moszkva Szent Matronájának van szentelve.[10] A központi templom Keresztelő Szent János születésének, a második templom pedig Nagy Szent Vazulnak van szentelve.[4] A kolostort orosz stílusban építették, jellegzetes hagymakupolával. A munkálatok 2010. április 8-án kezdődtek, a kolostortemplom alapjait pedig 2010. május 1-jén szentelte fel Vaszilje, Zvornik-Tuzla akkori ortodox püspöke. A 300 kilogramm súlyú harangot 2012. május 2-án szentelték fel. Ezt a harangot a Vučijak Női Egyesület adományozta a kolostornak. A kolostor munkálatai 2014-ben folytatódtak, majd több éves szünet után 2015/16-ban intenzívebbé váltak.[11] Fontos megjegyezni, hogy ez Szent Matrona egyetlen kolostora ezen a környéken. A félig elkészült templomban az első püspöki liturgiát Aranyszájú Szent Mária emléknapján, 2016. május 2-án celebrálták.[10] A kolostor komplexum részeként egy szállót és egy szerb-orosz lelki központot is építenek.[11]

- A Nagy Szent Vazul tiszteletére szentelt ortodox templom Hadji Đorđe Dujaković családi adománya. A templomot testvére, Vojin Dujaković lelke üdvére építették, aki a Boszniai Szerb Köztársaság hadseregének katonájaként hunyt el. Maga a templom olyan kövekkel van burkolva, amelyet különböző ortodox szent helyekről gyűjtöttek, többek között a Szentföldről és a Szent Hegyről hoztak.[4]

- Gradina – középkori vár maradványai. A Boszna völgye feletti hosszúkás magaslaton egy négyszögletes, saroktornyos késő középkori vár maradványai találhatók.[6]

- Grčko Greblje – középkori temető maradványai.  Boszna és a Veličanka-patak összefolyása feletti magaslaton öt, középkori sírkő található.[6]

- A településen található Kotromanićevo múzeumfalu. A falu a ritesići „Ognjište” a Boszniai Köztársaság falusi turizmus fejlesztéséért felelős polgári egyesületének és a ritesići helyi közösségnek a közös vállalkozása.[4]